# Diabolus in Musica
Diabolus in Musica — студійний альбом гурту Slayer, що вийшов 9 червня 1998 на лейблі American Recordings.

## Історія
Альбом Diabolus in Musica (укр. Диявол в музиці) вийшов 1998 року та дебютував на 31 позиції в чарті Billboard 200. Продажі склали понад 46 000 копій.
Альбом отримав суперечливі відгуки: негативно були прийняті насамперед ню-металеві елементи в музиці (наприклад, опущений гітарний ряд). Критик New York Time Бен Ратліфф зауважив, що «вісім з одинадцяти пісень з Diabolus in Musica написані в однаковому похмурому стилі». У той же час критик PopMatters Едріен Бегранд заявив, що пісні Bitter Peace, Death's Head та Stain of Mind «рвуть на клапті музику молодих клоунів на кшталт Slipknot».
Альбом став першою платівкою гурту, записану з заниженим гітарним рядом.
Slayer разом з хардкор-техно гуртом Atari Teenage Riot записали пісню для фільму Spawn. Пізніше гурт зіграв кавер-версію пісні Black Sabbath Hand of Doom для другого трибьют-альбому Nativity in Black II. Під час світового турне на підтримку нового альбому, Slayer виступили у Великій Британії на фестивалі Ozzfest (1998 року) разом з Black Sabbath, Ozzy Osbourne, Foo Fighters, Pantera, Soulfly, Fear Factory та Therapy?.

## Список композицій
| #   | Назва                    | Автор слів     | Автор музики         | Тривалість |
| --- | ------------------------ | -------------- | -------------------- | ---------- |
| 1.  | «Bitter Peace»           | Джефф Ганнеман | Ганнеман             | 4:32       |
| 2.  | «Death's Head»           | Ганнеман       | Ганнеман             | 3:34       |
| 3.  | «Stain of Mind»          | Ганнеман       | Керрі Кінг           | 3:24       |
| 4.  | «Overt Enemy»            | Ганнеман       | Ганнеман             | 4:41       |
| 5.  | «Perversions of Pain»    | Ганнеман       | Кінг                 | 3:33       |
| 6.  | «Love to Hate»           | Ганнеман       | Ганнеман, Кінг       | 3:07       |
| 7.  | «Desire»                 | Ганнеман       | Том Арая             | 4:20       |
| 8.  | «In the Name of God»     | Кінг           | Кінг                 | 3:40       |
| 9.  | «Scrum»                  | Ганнеман       | Кінг                 | 2:16       |
| 10. | «Screaming from the Sky» | Ганнеман       | Ганнеман, Кінг, Арая | 3:12       |
| 11. | «Point»                  | Ганнеман       | Кінг                 | 4:11       |

### Японське видання
| #   | Назва                    | Автор слів       | Автор музики         | Тривалість |
| --- | ------------------------ | ---------------- | -------------------- | ---------- |
| 1.  | «Bitter Peace»           | Ганнеман         | Ганнеман             | 4:32       |
| 2.  | «Death's Head»           | Ганнеман         | Ганнеман             | 3:34       |
| 3.  | «Stain of Mind»          | Ганнеман         | Кінг                 | 3:24       |
| 4.  | «Overt Enemy»            | Ганнеман         | Ганнеман             | 4:41       |
| 5.  | «Perversions of Pain»    | Ганнеман         | Кінг                 | 3:33       |
| 6.  | «Love to Hate»           | Ганнеман         | Ганнеман, Кінг       | 3:07       |
| 7.  | «Desire»                 | Ганнеман         | Арая                 | 4:20       |
| 8.  | «Unguarded Instinct»     | Кінг             | Ганнеман             | 3:42       |
| 9.  | «In the Name of God»     | Кінг             | Кінг                 | 3:40       |
| 10. | «Scrum»                  | Ганнеман         | Кінг                 | 2:16       |
| 11. | «Screaming from the Sky» | Ганнеман         | Ганнеман, Кінг, Арая | 3:12       |
| 12. | «Wicked»                 | Арая, Пол Бостаф | Ганнеман, Кінг       | 6:00       |
| 13. | «Point»                  | Ганнеман         | Кінг                 | 4:11       |

## Чарти
| Чарти (1998)                                         | Найвища позиція |
| ---------------------------------------------------- | --------------- |
| Австралія Australian Albums (ARIA)                   | 35              |
| Австрія Austrian Albums (Ö3 Austria)                 | 40              |
| Бельгія Belgian Albums (Ultratop Flanders)           | 32              |
| Канада Canada Top Albums/CDs (RPM)                   | 30              |
| Нідерланди Dutch Albums (MegaCharts)                 | 52              |
| Фінляндія Finnish Albums (Suomen virallinen lista)   | 18              |
| Франція French Albums (SNEP)                         | 23              |
| Німеччина German Albums (Offizielle Top 100)         | 32              |
| Угорщина Hungarian Albums (MAHASZ)                   | 23              |
| Нова Зеландія New Zealand Albums (Recorded Music NZ) | 15              |
| Шотландія Scottish Albums (OCC)                      | 30              |
| Швеція Swedish Albums (Sverigetopplistan)            | 29              |
| Велика Британія UK Albums (OCC)                      | 27              |
| Велика Британія UK Rock & Metal Albums (OCC)         | 2               |
| США Billboard 200                                    | 31              |